# Justicia enarthrocoma
Justicia enarthrocoma är en akantusväxtart som beskrevs av Emery Clarence Leonard. Justicia enarthrocoma ingår i släktet Justicia och familjen akantusväxter. Inga underarter finns listade i Catalogue of Life.